# Mojo (tijdschrift)
MOJO (of Mojo) is een Engels muziektijdschrift. Het werd aanvankelijk uitgegeven door Emap en sinds januari 2008 door de Bauer Media Group. Na het succes van het tijdschrift Q, besloot Emap een blad te bedenken dat meer inspeelde op de groeiende interesse in classic rock. Op de voorkant van de eerste editie, die werd uitgegeven op 15 oktober 1993, stonden Bob Dylan en John Lennon afgebeeld.
Geregeld is het tijdschrift voorzien van een verzamelalbum en bij tijd en wijle stelt het blad zogenaamde 'lijsten' samen, zoals een lijst van de honderd beste protestliederen, een lijst van de honderd beste nummers met drugs als onderwerp en een lijst van de meest droevige liedjes. In 2007 bracht Mojo een door een jury van muzikanten bepaalde lijst van de honderd meest invloedrijke platen uit, "100 records that changed the world". Tot deze jury behoorden onder anderen Björk, Alice Cooper, Tom Petty, Patti Smith, Alex Turner, Tom Waits en Brian Wilson. De top tien van de lijst was als volgt:
1. "Tutti Frutti" van Little Richard
2. "I Want to Hold Your Hand" van The Beatles
3. "Heartbreak Hotel" van Elvis Presley
4. The Freewheelin' Bob Dylan van Bob Dylan
5. Autobahn van Kraftwerk
6. King of the Delta Blues Singers van Robert Johnson
7. The Velvet Underground & Nico van The Velvet Underground & Nico
8. Anthology of American Folk Music (verzamelalbum)
9. "What'd I Say" van Ray Charles
10. "God Save the Queen" van Sex Pistols

Ook verschijnen er met regelmaat speciale edities die gewijd zijn aan een genre of artiest en tot 2008 was er een digitale radiozender.
In 2010 kwam de uitgeverij van Mojo, Bauer Media Group, in opspraak nadat ze hun freelance auteurs en fotografen verzochten afstand te doen van de auteursrechten op het door hen gemaakte werk voor de muziekbladen Mojo, Q en Kerrang!. Hierop volgde in april een staking.